# Grekgran
Grekgran (Abies cephalonica) är ett träd i ädelgransläktet.
Trädet är städsegrönt med korta barr, nästan allsidigt riktade. inhemsk för bergssluttningarna i Grekland, framförallt i Peloponnesos och ön Kefalinia, där den blandas med den närbesläktade arten bulgarisk gran längre norr ut i Pindosbergen i norra Grekland. Den är ett medelstort barrträd som blir mellan 25 och 35 meter – på sin höjd 40 meter – hög och med en stam som kan uppnå en diameter på 1 m. Grekgranen växer vanligen på en höjd av 900–1 700 meter uppe i de grekiska bergen. Den når ibland 2 100 meter över havet.
Arten kan bilda skogar där inga andra större träd ingår eller den bildar på bergstopparna blandade skogar med Juniperus oxycedrus. I lägre regioner hittas trädet tillsammans med Fagus orientalis, ekar, äkta kastanj och svarttall.
Beståndet hotas främst av bränder. Under historien påverkades populationen av skogens omvandling till jordbruks- och betesmarker. I regionen finns Ainos nationalpark och andra skyddszoner. IUCN listar arten som livskraftig (LC).

## Synonymer
I boken Flora öfver Sveriges Kulturväxter (1893) beskrivs arten Abies cephalonica med det svenska namnet grekisk silvergran.

## Referenser

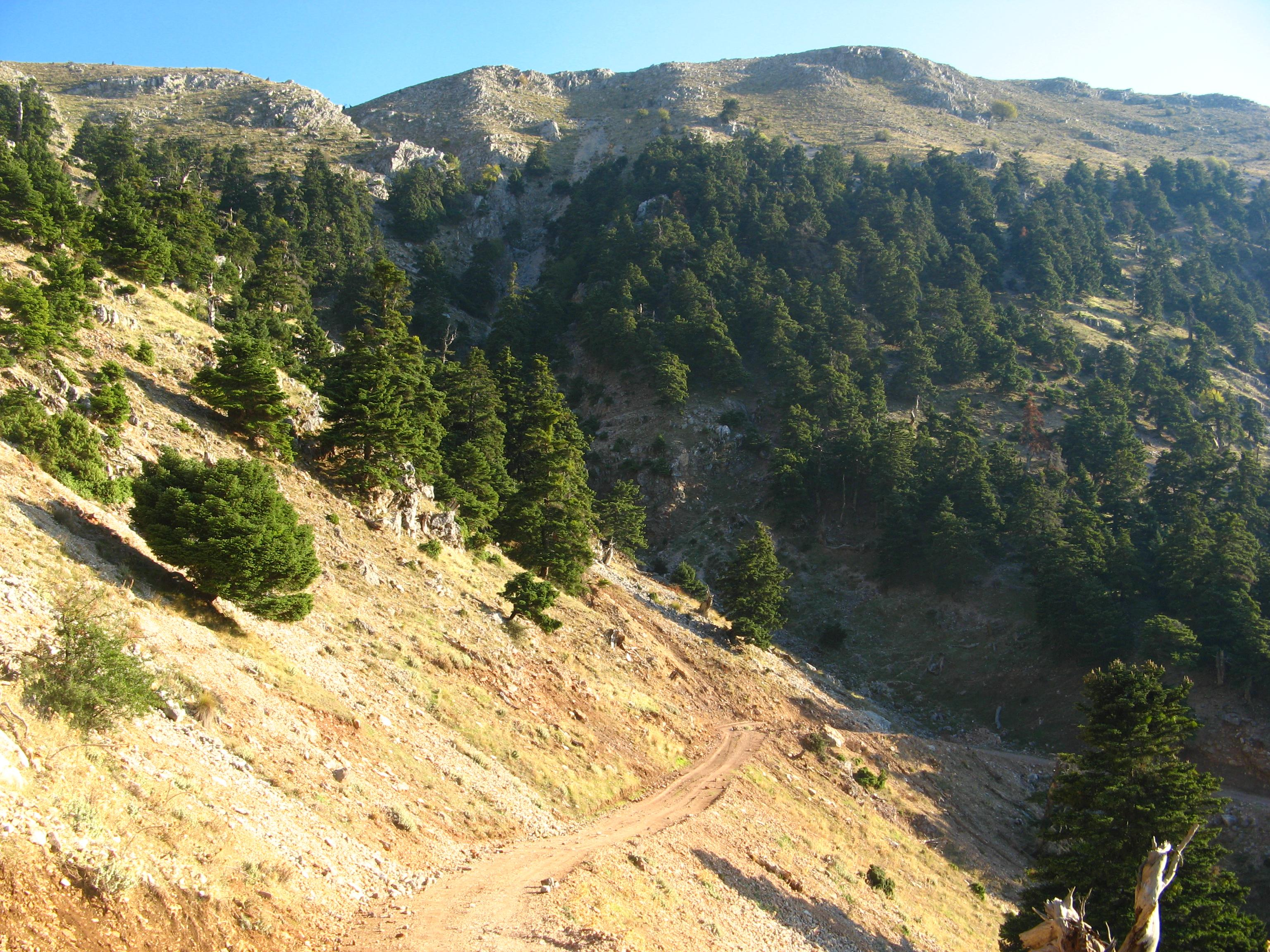
Grekgran